# Qualificazioni al campionato mondiale di calcio 2018 - OFC - Terzo round
Le 6 squadre sono divise in due gruppi da 3 squadre ciascuno con partite di andata e ritorno. I gironi sono stati sorteggiati l'8 luglio 2016 ad Auckland, Nuova Zelanda. Le prime classificate dei due gruppi passano all'ultimo turno, che consisterà in uno spareggio. Chi vincerà lo spareggio si qualificherà ad un ulteriore spareggio internazionale con la quinta classificata della zona CONMEBOL.

## Gruppo A

### Classifica
| Squadra         | Pt | G | V | N | P | GF | GS | DR |
| --------------- | -- | - | - | - | - | -- | -- | -- |
| Nuova Zelanda   | 10 | 4 | 3 | 1 | 0 | 6  | 0  | +6 |
| Nuova Caledonia | 5  | 4 | 1 | 2 | 1 | 4  | 5  | -1 |
| Figi            | 1  | 4 | 0 | 1 | 3 | 3  | 8  | -5 |

### Risultati
| Arbitro: | Norbert Hauata |

|                |           |  |
| Rojas 42’, 72’ | Marcatori |  |

| Koné 15 novembre 2016, ore 17:00 UTC+11 | Nuova Caledonia | 0 – 0 referto | Nuova Zelanda | Stade Yoshida\| Arbitro: \| George Time \| |
| Arbitro:                                | George Time     |               |               |                                            |

| Arbitro: | Norbert Hauata |

|  |           |                           |
|  | Marcatori | 48’ (rig.) Wood 55’ Rojas |

| Arbitro: | Kader Zitouni |

|                 |           |  |
| Thomas 27’, 68’ | Marcatori |  |

| Arbitro: | Kader Zitouni |

|                        |           |                 |
| Waqa 45+2’ Krishna 54’ | Marcatori | 13’, 24’ Wamowe |

| Arbitro: | Norbert Hauata |

|                           |           |             |
| Ounei 43’ (rig.) Sele 73’ | Marcatori | 66’ Saukuru |

## Gruppo B

### Classifica
| Squadra            | Pt | G | V | N | P | GF | GS | DR |
| ------------------ | -- | - | - | - | - | -- | -- | -- |
| Isole Salomone     | 9  | 4 | 3 | 0 | 1 | 6  | 6  | 0  |
| Tahiti             | 6  | 4 | 2 | 0 | 2 | 7  | 4  | +3 |
| Papua Nuova Guinea | 3  | 4 | 1 | 0 | 3 | 6  | 9  | -3 |

### Risultati
| Arbitro: | Médéric Lacour |

|          |           |  |
| Keck 53’ | Marcatori |  |

| Arbitro: | Matthew Conger |

|             |           |  |
| Poila 90+2’ | Marcatori |  |

| Arbitro: | Salesh Chand |

|                 |           |                                 |
| Dabinyaba 45+1’ | Marcatori | 59’, 85’ Graglia 90+3’ T. Tehau |

| Arbitro: | Matthew Conger |

|            |           |                      |
| Keck 90+3’ | Marcatori | 62’ Aisa 74’ Gunemba |

| Arbitro: | Jarred Gillett |

|                                   |           |                     |
| Kaua 12’ Totori 37’ Lea'alafa 74’ | Marcatori | 48’ Foster 61’ Aisa |

| Arbitro: | Jumpei Iida |

|             |           |                                 |
| Gunemba 18’ | Marcatori | 33’ (rig.) Fa'arodo 45+2’ Donga |